# Heinrich Groß (Jurist)
Heinrich Wilhelm Groß (* 1. Januar 1878 in Pforzheim; † 28. September 1967 in Freiburg im Breisgau; evangelisch) war ein seit 1905 im badischen Staatsdienst stehender Jurist und wurde am 5. Mai 1945 von der französischen Militärregierung dienstenthoben.

## Leben
Während seines Studiums wurde er 1896 Mitglied der Burschenschaft Vineta Heidelberg. Nach dem ersten Staatsexamen (1900) und 1904 dem zweiten Staatsexamen wurde Groß zum 15. Oktober 1905 in der badischen Innenverwaltung eingestellt. Am 8. August 1912 wurde er Amtmann beim Schiedsgericht für Arbeiterversicherung in Karlsruhe, wo er zum 28. Dezember 1917 zum Oberamtmann befördert wurde. Ab dem 1. Juli 1919 wurde er Oberamtmann beim Bezirksamt Karlsruhe, ab dem 28. Februar 1920 Amtsverweser und danach ab dem 10. September 1920 Amtsvorstand beim Bezirksamt Adelsheim. 1924 bekamen die Amtsvorstände die Bezeichnung Landrat und diese Position begleitete er ab dem 19. November 1927 beim Bezirksamt Bretten und danach ab dem 1. Oktober 1931 beim Bezirksamt Müllheim.
Nach der Machtergreifung der Nationalsozialisten wurde Groß am 19. April 1933 vorläufig vom Dienst suspendiert und zum 15. Dezember 1933 wieder verwendet beim Bezirksamt Freiburg. Dort wurde er am 30. Dezember 1933 Amtsverweser und am 1. Mai 1934 Landrat. Vom 3. Juli bis 7. Dezember 1940 wurde er Landeskommissär in Colmar, nachdem die deutschen Truppen im Zweiten Weltkrieg Nordfrankreich besetzt hatten. Am 5. Mai 1945 wurde er von der französischen Militärregierung in Deutschland dienstenthoben und nach einem Entnazifizierungsverfahren 1947 in den Ruhestand versetzt.

## Mitgliedschaften
Mitglied der BNSDJ bzw. NSRB.